# Високе Мито
Високе Мито (чеш. Vysoké Mýto) су град у Чешкој Републици. Високе Мито је град управне јединице Пардубички крај, у где припада округу Усти на Орлици.

## Географија
Град Високе Мито се налази у средишњем делу Чешке републике. Град је удаљен од 150 км источно од главног града Прага, а од првог већег града, Пардубица, 35 км источно.
Високе Мито се налази у североисточном делу Бохемије. Град лежи на у области горја, на приближно 280 м надморске висине. Кроз град протиче река Лоучна, притока Лабе.

## Историја
Подручје Високог Мита било је насељено још у доба праисторије. Насеље под данашњим називом први пут се у писаним документима спомиње у 1262. године, а насеље је 1307. године имало градска права.
Године 1919. Високе Мито је постало део новоосноване Чехословачке. У време комунизма град је нагло индустријализован. После осамостаљења Чешке дошло је до пада активности индустрије и тешкоћа са преструктурирањем привреде.

## Становништво
Високе Мито данас има око 17.000 становника и последњих година број становника у граду стагнира. Поред Чеха у граду живе и Словаци и Роми.

## Галерија
- Гавни градски трг
- Градска Црква св. Вавринке
- Хоцењска капија старог дела Високог Мита
- Литомишлска капија старог дела Високог Мита

## Партнерски градови
- Варна
- Пижице
- Корбах